# Elliott Nugent
Pour les articles homonymes, voir Nugent.
Elliott Nugent, parfois orthographié Elliot Nugent, est un réalisateur, scénariste et acteur américain né le 20 septembre 1896 à Dover dans l'Ohio, et mort le 9 août 1980 à New York. 

## Biographie
Il est le fils de J. C. Nugent (1868-1947), également acteur, réalisateur et scénariste.

## Filmographie partielle

### Comme acteur
- 1929 : Wise Girls de E. Mason Hopper
- 1929 : So This Is College de Sam Wood
- 1930 : Le Club des trois (The Unholy Three'') de Jack Conway
- 1930 : Romance de Clarence Brown
- 1930 : For the Love o' Lil de James Tinling
- 1931 : The Virtuous Husband de Vin Moore
- 1931 : Le Dernier Vol (The Last Flight) de William Dieterle
- 1947 : Le Docteur et son toubib (Welcome Stranger) de Elliott Nugent

### Comme scénariste
- 1930 : Le Club des trois (The Unholy Three), de Jack Conway

### Comme réalisateur
- 1932 : La vie commence (Life Begins)
- 1933 : La Lune à trois coins (Three Cornered Moon)
- 1933 : Whistling in the Dark
- 1934 : Deux tout seuls (Two Alone)
- 1935 : Caprice de femmes (Enter Madame!)
- 1935 : Qui ? (College Scandal)
- 1936 : Wives Never Know
- 1936 : Deux Enfants terribles (And So They Were Married)
- 1938 : Le Professeur Schnock (Professor Beware)
- 1939 : Le Mystère de la maison Norman (The Cat and the Canary)
- 1939 : Never Say Die
- 1941 : Rien que la vérité (Nothing But the Truth)
- 1942 : Si Adam avait su... (The Male Animal)
- 1943 : La Boule de cristal (The Crystal Ball)
- 1944 : Un fou s'en va-t-en guerre (Up in Arms)
- 1947 : La Brune de mes rêves (My Favorite Brunette)
- 1947 : Le Docteur et son toubib (Welcome Stranger)
- 1949 : Le Prix du silence (The Great Gatsby)
- 1949 : Monsieur Belvédère au collège (Mr. Belvedere Goes to College)
- 1950 : The Skipper Surprised His Wife
- 1951 : My Outlaw Brother
- 1952 : Pour vous, mon amour (Just for You)